# 姫路赤十字病院
姫路赤十字病院（ひめじせきじゅうじびょういん）とは、兵庫県姫路市にある医療機関である。日本赤十字社兵庫県支部が設置する病院である。近隣では、「日赤」や「日赤病院」と称されている。

## 沿革
赤十字移管前
- 1874年4月 - 医師有志が発起し、寄付金で姫路城郭内に「会社病院」なるものを創立したものをもって姫路病院の創始とする。
- 1876年1月 - 公立病院創立の旨旧飾磨県より達せられ創立する。
- 1882年12月 - 公立病院を廃止し県立病院とし、 兵庫県立病院となる。
- 1900年5月 - 姫路市南町から姫路市龍野町に移転し、兵庫県立姫路病院に改称。

赤十字移管後
- 1908年4月 - 兵庫県より「兵庫県立姫路病院」が寄贈され、日本赤十字社兵庫支部の管下となり「日本赤十字社兵庫支部姫路病院」となる。
- 1914年11月 - 機関室より出火し本館全て他焼失。翌年に新しい木造本館が竣工。
- 1932年 - 施設の狭隘化により本館を取り壊し、翌年鉄筋コンクリート本館竣工。この本館が2001年移転まで現役。
- 1937年12月 - 姫路陸軍病院の管下に置かれる（1940年5月まで）。
- 1943年 - 姫路赤十字病院と改称。
- 1945年6月 - 同年8月まで、再び姫路陸軍病院の管下に置かれる。
- 1954年 11月 - 血液銀行開設。
- 1968年2月 - 姫路赤十字血液センター（現:兵庫県赤十字血液センター姫路事業所）開設。
- 1968年 11月 - 病弱学級（姫路市立城西小学校、同琴陵中学校）開設。現在の日赤学級の前身。
- 1969年 - 翌年にかけ大幅な増改築を実施。以降2001年移転まで、この新築部分が「新館」と呼ばれる。
- 1993年4月 - 病院老朽化・狭隘化を受け、新築移転準備室を設置。
- 1999年4月 - 姫路市下手野一丁目192番地7（当時）の大阪酸素工業（現：日本エア・リキード）工場跡地を取得。
- 1999年12月 - 姫路赤十字訪問看護ステーション及び姫路赤十字居宅介護支援事業所を開設。
- 2001年11月 - 新築病院（現所在地）に移転し開院。
- 2012年12月 -　管理棟竣工
- 2018年7月 -　NICU拡張移転（3床増床計18床）、GCU拡張移転（2床増床計24床）病床数　555床から560床（うち感染症病床6床）に変更
- 2021年6月 -　PET・コミュニティ棟竣工

## 診療科
内科/消化器内科/血液・腫瘍内科/肝臓内科/腎臓内科/糖尿病内科/呼吸器内科/循環器内科/小児科/小児外科/外科/乳腺外科/消化器外科/呼吸器外科/心臓血管外科/整形外科/形成外科/脳神経外科/皮膚科/泌尿器科/産婦人科/眼科/耳鼻咽喉科/放射線診断科/放射線治療科/リハビリテーション科/麻酔科/緩和ケア内科/歯科/歯科口腔外科/病理診断科/臨床検査科/化学療法内科
診療協働部門
- 看護部
- 薬剤部
- 検査技術部
- 放射線技術部
- 栄養課
- リハビリテーション技術課
- 臨床工学技術課

## 医療機関の指定等
- 健康保険法保険医療機関
- 国民健康保険法療養取扱機関
- 労災保険法指定医療機関
- 障害者自立支援法指定自立支援医療機関（育成医療）
- 障害者自立支援法指定自立支援医療機関（精神通院医療）
- 生活保護法医療扶助指定医療機関
- 結核予防法指定医療機関
- 母子保健法（養育医療）指定医療機関
- 特定小児慢性特定疾病医療機関
- 難病指定医療機関
- 兵庫県難病医療専門協力病院
- 戦傷病者特別援護法指定医療機関
- 原子爆弾被爆者に対する医療に関する法律指定医療機関
- 原子爆弾被爆者に対する援護に関する法律一般疾病指定医療機関
- 第二種感染症指定医療機関施設
- 母体保護法指定医師研修機関
- 地域医療支援病院
- 災害拠点病院
- 兵庫DMAT指定病院
- 臨床研修指定病院
- 歯科医師臨床研修指定病院
- 特定行為研修指定研修機関
- 地域がん診療連携拠点病院（高度型）
- エイズ協力病院
- 肝疾患専門医医療機関
- ＤＰＣ対象病院
- 総合周産期母子医療センター
- 日本医療機能評価機構認定病院
- 日本医療機能評価機構産科医療補償制度加入分娩機関
- 救急告示医療機関
- 第二次救急医療施設（輪番制病院）
- 臓器提供病院
- ＩＳＯ15189認定
- 造血幹細胞移植推進地域拠点病院

## 付属・関連施設
- 姫路赤十字看護専門学校
- 姫路赤十字血液センター
- 姫路赤十字訪問看護ステーション
- 姫路赤十字居宅介護支援事業所

診察・病棟内
- ローソン姫路赤十字病院店
- 喫茶 ラ･ポール（病院直営）
- 姫路市立高岡西小学校日赤学級（院内学級）[1][2]
- 姫路市立高丘中学校日赤学級

## 交通アクセス
鉄道
JR西日本姫新線播磨高岡駅下車約1km。（徒歩約15分）
路線バス
JR西日本・山陽電鉄の姫路駅（北口）から神姫バス乗車、通常所要約15分。「日赤病院前」バス停を降りてすぐ。
自動車
国道2号 夢前橋東詰交差点の南東側。
- 山陽自動車道 山陽姫路西IC
- 姫路バイパス 姫路西ランプ・太子東ランプ

## 周辺
- 夢前川
- 秩父山、船越神社
- 姫路市立高岡西小学校
- グローリー本社、本社工場
- マルアイ夢前台店
- マクドナルド姫路西店